# 事務
事務（じむ）とは、主に役所や会社などで書類の作成や整理などを行う作業全般と、これを専門に行う職業のこと。
机の上で行われる作業が主となるため、デスクワークともいうが、20世紀末よりパーソナルコンピュータやコンピュータ端末などの操作も含まれるようになってきている。同様の関連語には、事務所（オフィス）内で働く労働者としてのホワイトカラーがある。

## 概要
古くは、漠然と仕事一般を指していたが、明治以後に英語の「affairs」・「business」の邦訳としてこの言葉が用いられ、明治中期に作られた『言海』などの辞書にも採用されて社会に定着した。
産業革命以後、事務労働者という概念が生まれ、主として上流階層出身の知識人など一定の教育を受けたものによって構成され、実業家の経営作業の一端を担う職業として、一般の肉体労働者と一線を画するとともに自らも実業家への道を歩む者が多かった。彼らは、出納管理や賃金計算、或いは他事業者との連絡や雇用者に対する業務上の指示を、実業家の意思を代行する形で遂行したのである。
やがて19世紀末〜20世紀初頭のタイプライターや統計会計機（パンチカードシステム）などの事務機械の開発・普及が進み、事務労働者は経営の一端に参画する管理職と軽度な事務処理にあたる他は肉体労働者と本質的には変わらない事務職へと分離していくことになった。　
さらに時代を下り20世紀末頃になってくると事務へのコンピュータの導入（→オフィス・オートメーション）にも伴い、これのオペレータやプログラマといった作業者も、ホワイトカラーの一部として扱われ、これも広義の事務職としてみなされる。この他、設計など技術者の中でも主に書類作成などに携わるものは、事務職との境界も曖昧で、事務労働者が設計の作図を行ったり、或いは技術者が伝票などの業務上の書類作成を行うこともままみられるところである。
また書類作成や整理・管理が主な業務となる役所では、これら業務が事務である。
インターネット接続を享受できる環境において、テレワーク（在宅勤務）やフリーランスの出現もあり、ノートパソコンなどがあれば事務作業を遠隔（リモート）で行えるまでに至っている。

## 他の業務とのかかわり
当初、事務の範疇が曖昧であった時代はともかくとして、時代を下がって事務職など専門化が進んだ時代には、一般の労働者（ブルーカラー）の雇用や勤怠に基づく賃金計算などの管理と福利厚生などの処理を行う者が工場などに勤務している。また他の業者との折衝（請求や支払い）管理も、こういった工場事務職の仕事である。
一方、企業が大きくなると企業間の折衝などに広義の営業職であるビジネスマンも登場したが、これらビジネスマンも書類の作成からプレゼンテーションなどの資料制作、或いは所属する企業内での連絡業務などで事務職がバックアップとして付く。ビジネスマンは企業の外務を担当し、その仕事に関わる書類の作成や整理など内務を担当するのが事務である。なおこれはビジネスマンを旧来の実業家に置き換えても同じことが言える。
企業が大きくなったり業務が複雑化したり、また各種法的なやり取りのための書類作成も事務職の仕事である。役所に提出する書類などは事務が作成して、管理職や経営者（実業家）が承認した後、役所に提出される。
この他、こまごました業務上の雑務を事務が兼任することもある。企業内でも余り規模が大きくない所では、接客から事務所の掃除、関係者への応対など、さまざまな雑務が事務職の仕事となっており、場合によっては労働者の手の足りないときに実務的な作業に駆り出されるケースまである。

## 他の業務との関連
事務はそれだけではなく、他の業務との複合も進んでいる。営業職を含めた営業事務、医療を含めた医療保険事務、人事を含めた総務、経理を含めた簿記、介護を含めた介護事務などである。簿記にも商業簿記、工業簿記などがある。日本の医療・福祉・教育に関する資格一覧も参照にされたい。
逆に、従来の事務仕事だけをまとめる言い方としては「一般事務」「庶務」などがある。

## 事務所
商店、営業所などとともに事業所の一種で、事務を行う所、オフィスなどは事務所（じむしょ、英: office ）と呼ばれる。法律用語（司法業界の用語）としての「事務所」は商人・商業者・事業者・営業者以外の者が用いる拠点を呼ぶことが多いが、一般に用いられる普通の日本語上では事業者による事業の拠点、たとえば「芸能事務所」「探偵事務所」「デザイン事務所」「建築設計事務所」などとして用い、またコンサルティング会社、シンクタンクなどでも「事務所」という表現を採用することがある。
日本の法令においては、商人が営業の拠点として用いる場合には「営業所」と呼ぶため、「事務所」は商人以外の者が用いる場合を（主に）指す。官公庁の出先機関の名称（ダム統合管理事務所、土地区画整理事務所など）や、協同組合、特殊法人、士業などの、商人でない事業者がその事務を行う拠点とする施設を指す。出先機関では具体的には地方環境事務所、年金事務所、福祉事務所、漁業調整事務所、宮内庁京都事務所、総合通信局の沖縄総合通信事務所、国税庁の沖縄国税事務所、小笠原総合事務所、近畿地方整備局の六甲砂防事務所、財務事務所、農政事務所、地方農政事務所や守谷市上下水道事務所、茨木土木事務所、ダライ・ラマ法王日本代表部事務所、NHK宮古島事務所などがあり、国際連合の機関についても、国際連合人権高等弁務官事務所、国際連合人道問題調整事務所など、事務所と訳されている。
また「会計事務所」「法律事務所」のように商人でない事業者の事業体の名称としても用いられる。「建築士事務所」や「技術士事務所」も含め会計事務所や法律事務所など、いわゆる「士業」の事務所については、当該事務所の名称として用いられると同時に、当該事務所を用いる事業体の名称でもあることが多く、法律事務所については弁護士法で、司法書士事務所については、司法書士法で、行政書士事務所については、行政書士法第八条で、土地家屋調査士事務所については、土地家屋調査士法第二十条で、法務省令で定める基準に従い、事務所を設けなければならない、としているし、税理士事務所については、税理士法第四十条で、財務省令で定める基準に従い、事務所を設けなければならない、と定めている。社会保険労務士の事務所については、社会保険労務士法第十四条の二で厚生労働省令で定める基準に従い、事務所を定める規定が、海事代理士の事務所については、海事代理士法第九条に設置登録の規定が、弁理士事務所に関しては、弁理士法で特許事務所に関する規定が、会計士の事務所に関しては、公認会計士法では公認会計士の職場を事務所と記載して条文を定めている。その他の士業も各自の業法で士となる資格を有する者がなるには、登録簿に事務所の名称及び所在地を登録する規定を定めているものが多い。